# Lijst van nationale monumenten in de Verenigde Staten
In de Verenigde Staten bevinden zich (in 2017) 129 beschermde gebieden die bekendstaan als nationaal monument (Engels: National Monument). Deze monumentale gebieden of objecten zijn aangewezen door de federale overheid, die veelal door de National Park Service, in opdracht van het United States Department of the Interior, beheerd worden. Dit kunnen natuurmonumenten, maar ook historisch belangrijke plaatsen of archeologische locaties zijn. Een van de bekendste is het Vrijheidsbeeld in New York. De staat met de meeste nationale monumenten is Arizona, waar er achttien te vinden zijn.
Nationale monumenten kunnen, in tegenstelling tot nationale parken, zonder toestemming van het Congres worden opgericht door de president. Theodore Roosevelt maakte als eerste president gebruik van deze mogelijkheid, toen hij op 24 september 1906 Devils Tower National Monument oprichtte. Zestien presidenten maakten sinds de start van het programma gebruik van hun recht middels een presidential proclamation een nationaal monument te beschermen. Nixon, Reagan en George H.W. Bush maakten geen gebruik van de mogelijkheid. Carter daarentegen kondigde de creatie van vijftien monumenten af, waarmee hij onder meer belangrijke gedeelten van Alaska beschermde, met monumenten waarvan een deel nadien werden omgevormd tot nationale parken. George W. Bush erkende maar zes monumenten maar voegde de grootste oppervlakte aan de lijst toe, door de toevoeging van drie grote Marine National Monuments, voor een totaal van meer dan 3,1 miljoen km² wateroppervlakte. Obama was tot heden de meest actieve president met de erkenning of uitbreiding van vierendertig nationale monumenten waarbij hij niet minder dan 30.000 km² beschermd gebied aan de collectie toevoegde, naast enkele beschermingen waarmee hij in het verleden miskende elementen uit de Amerikaanse geschiedenis ook grote aandacht gaf door de erkenning van de betrokken locaties als nationaal monument.

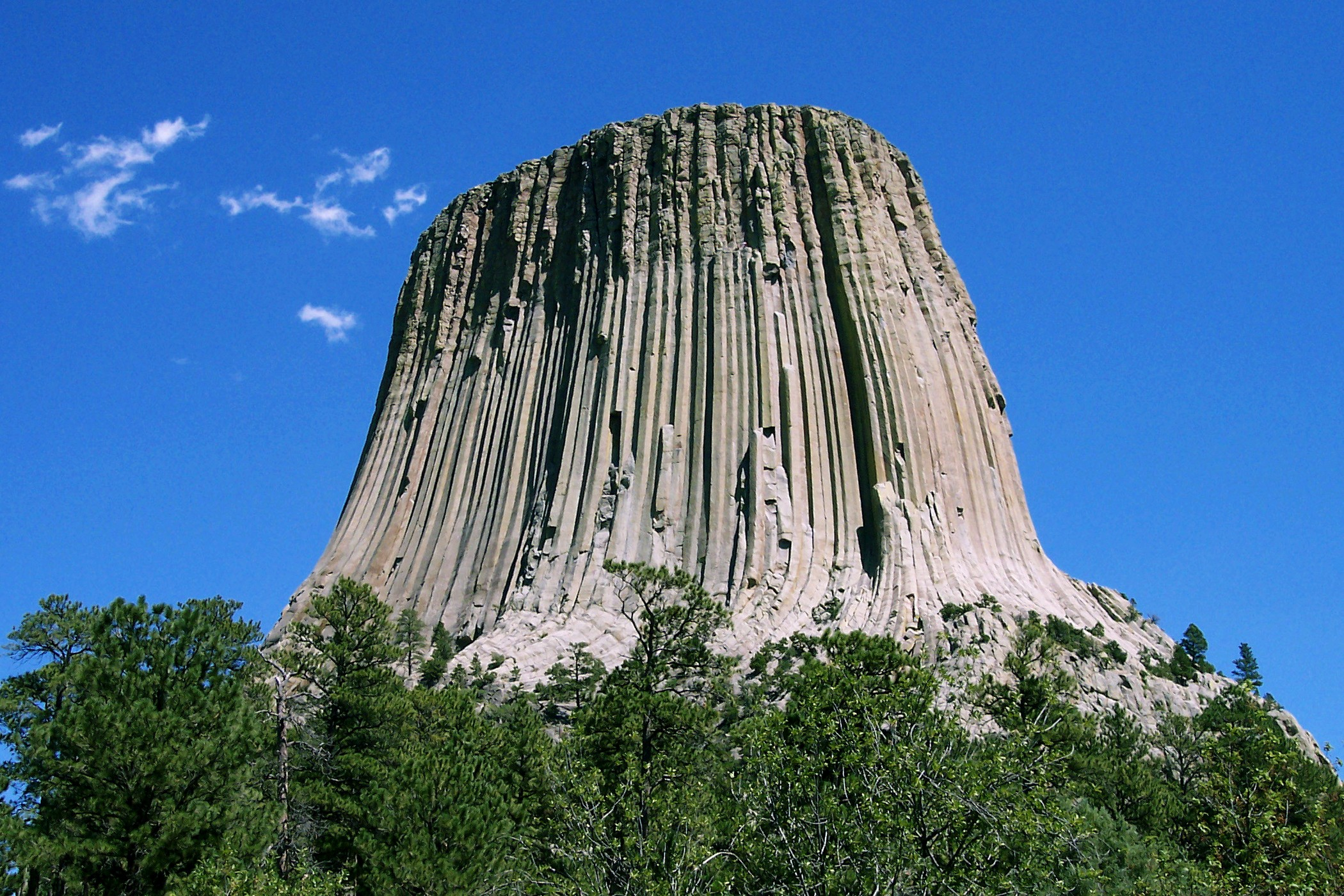
Devils Tower

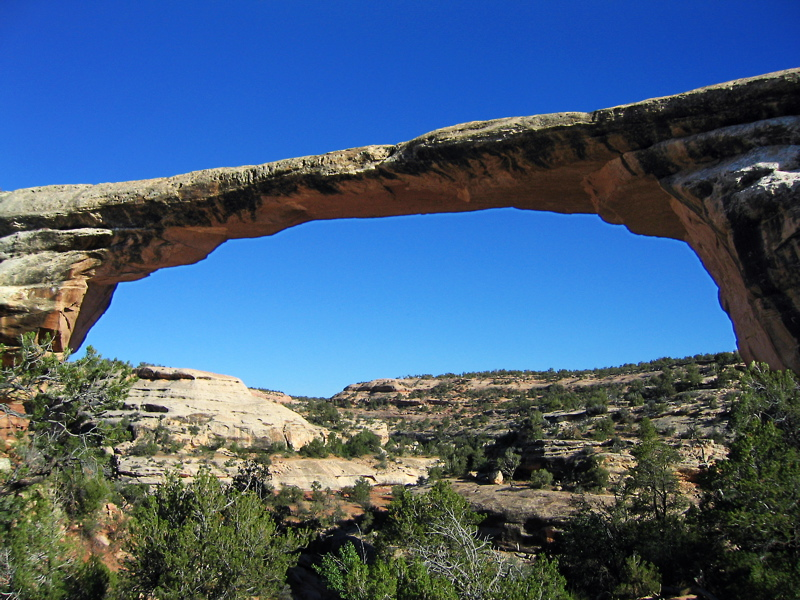
Natural Bridges National Monument

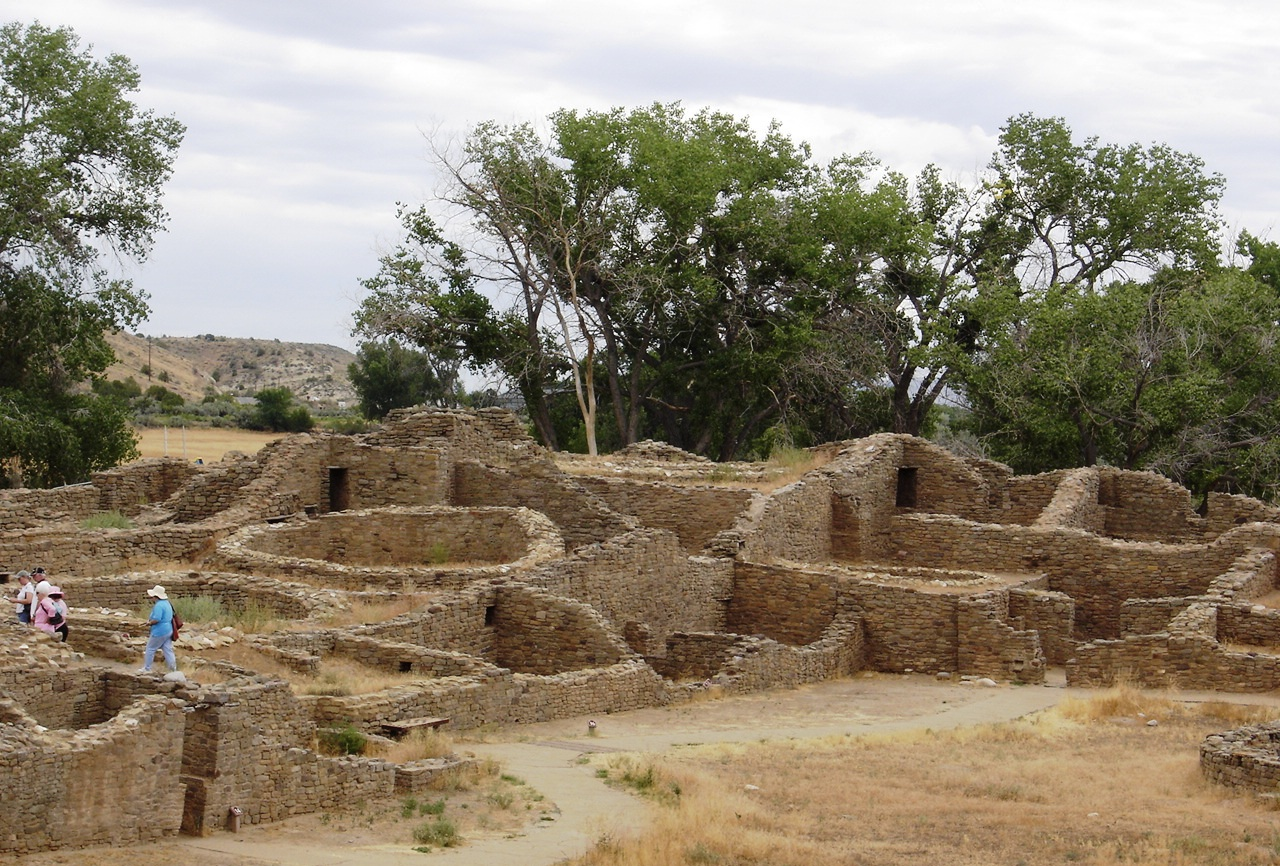
Aztec Ruins National Monument

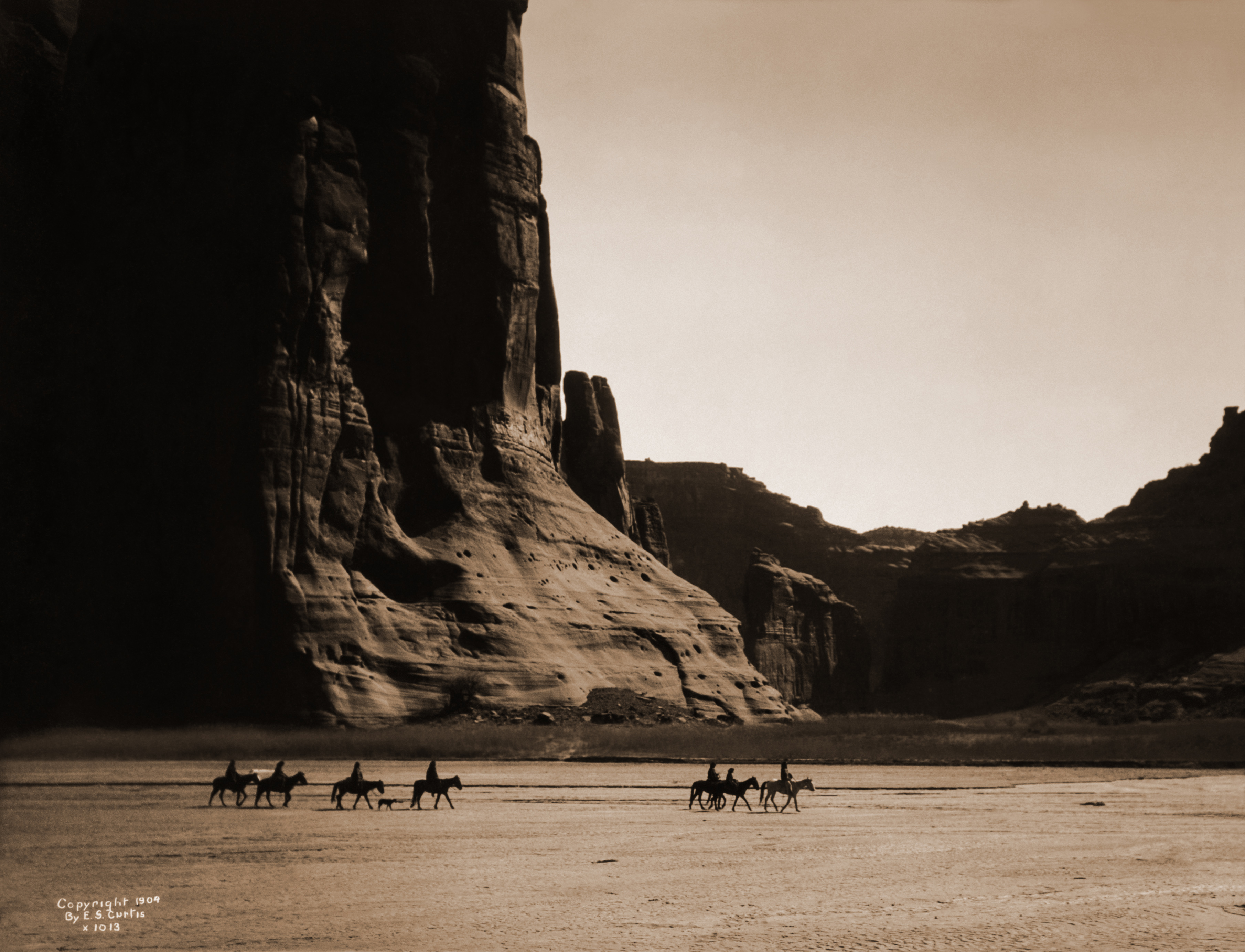
Nationaal monument Canyon de Chelly

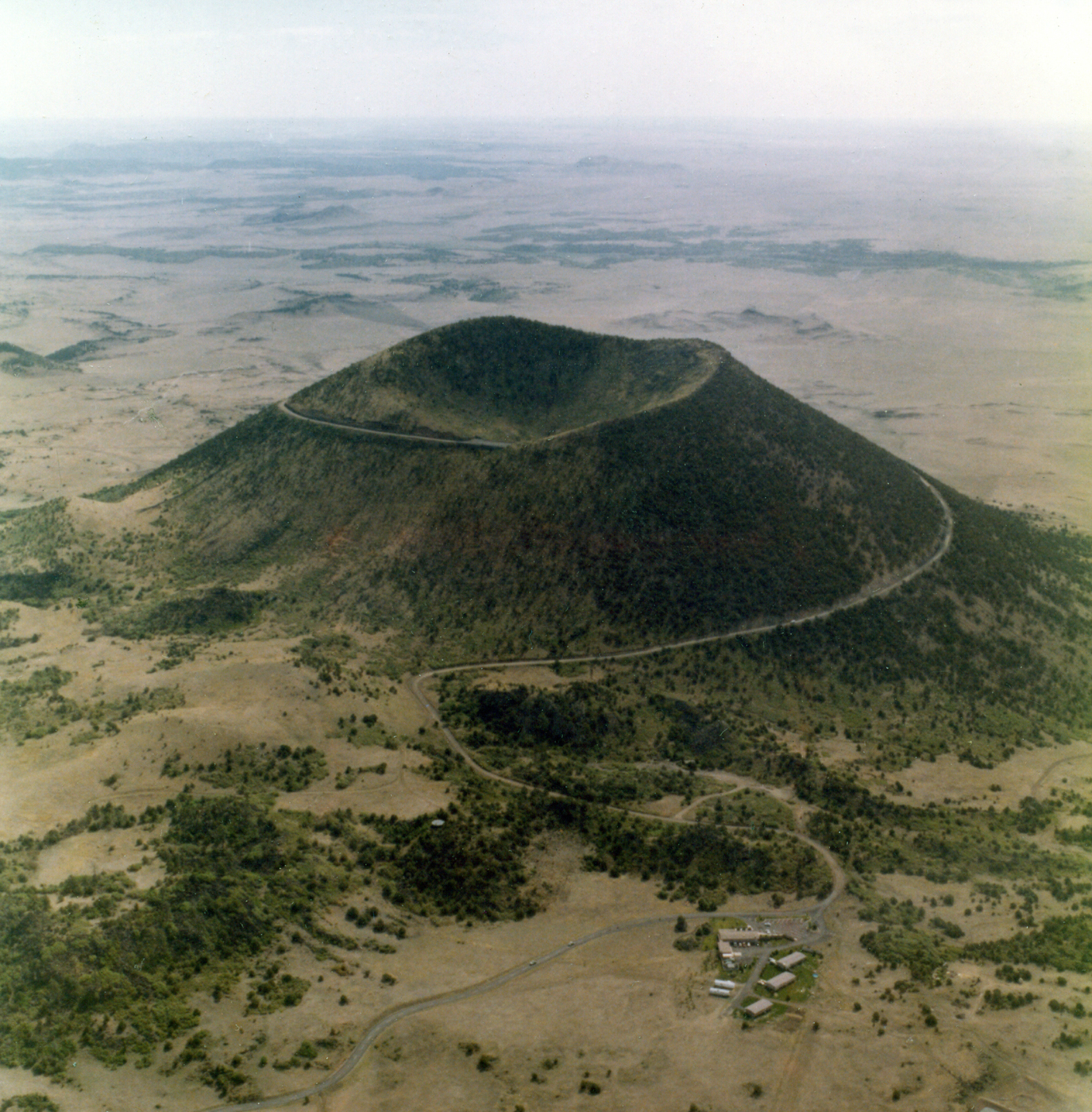
Capulin Volcano National Monument

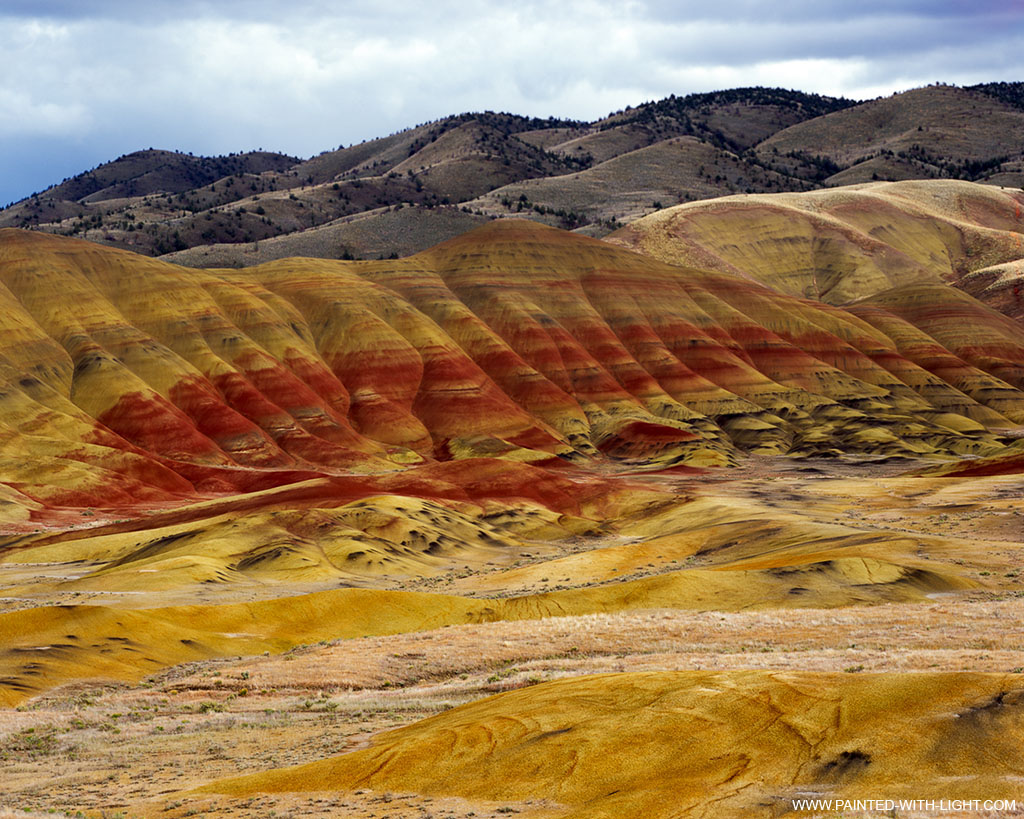
John Day Formation

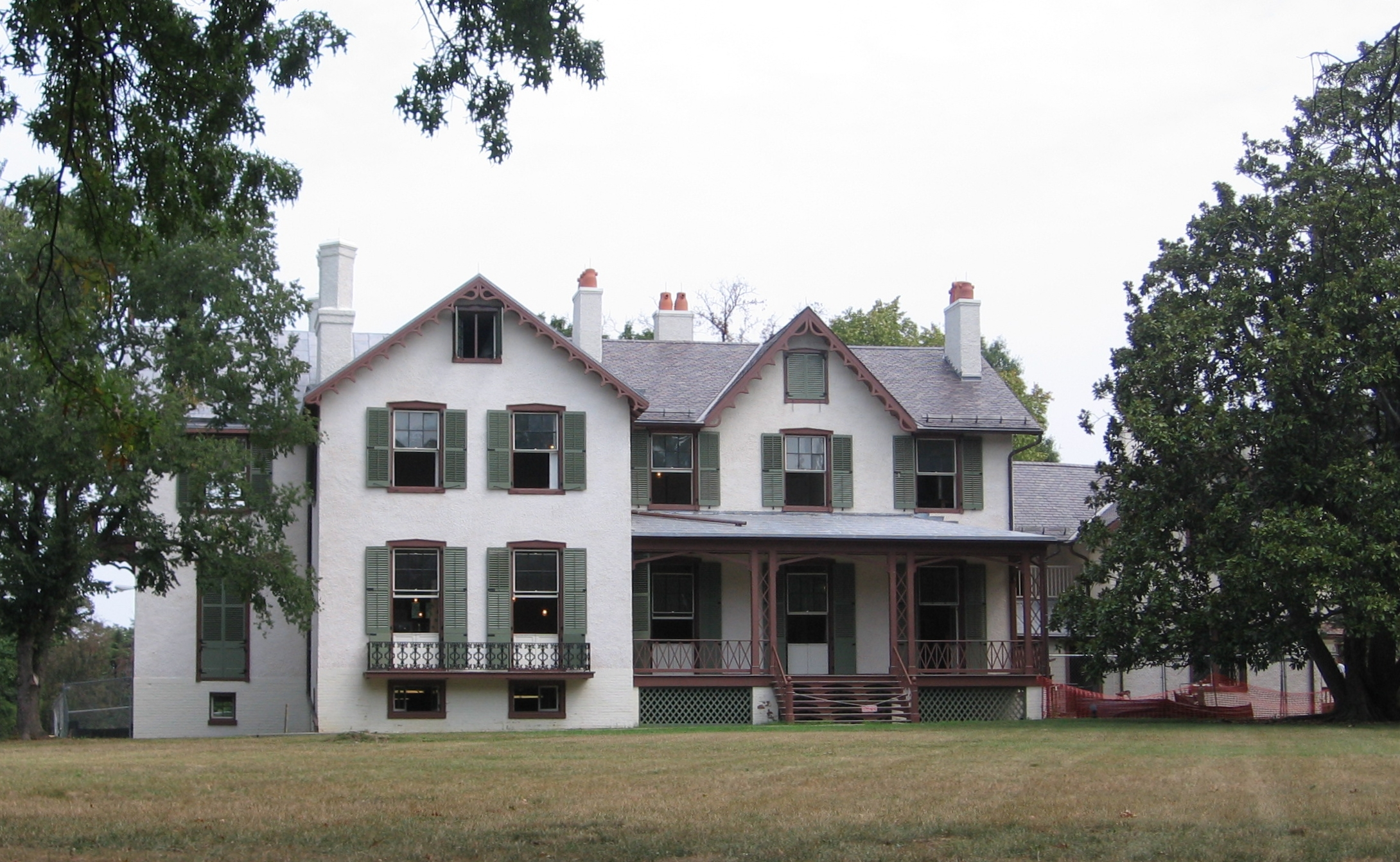
President Lincoln's Cottage at the Soldiers' Home

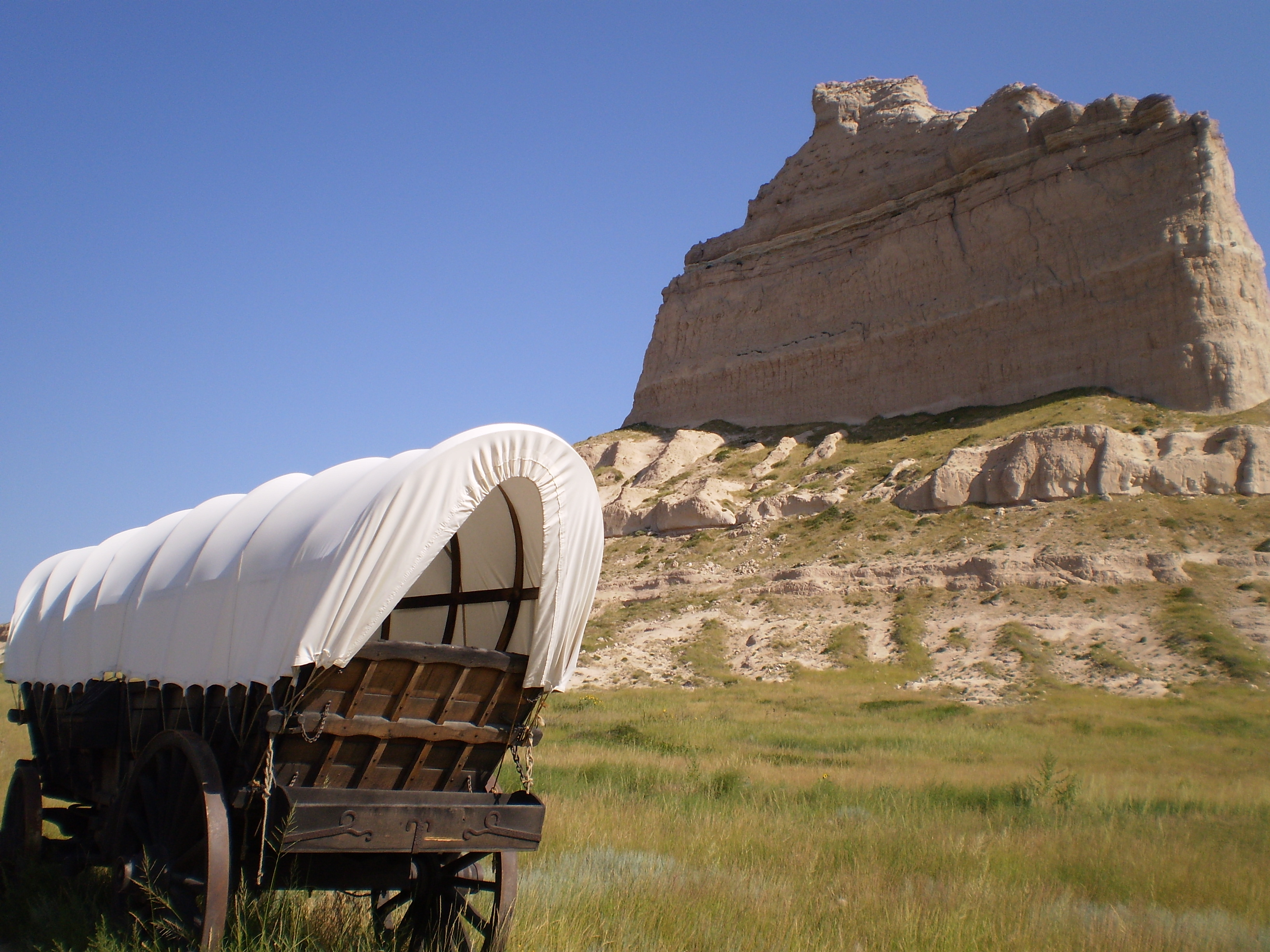
Scotts Bluff National Monument

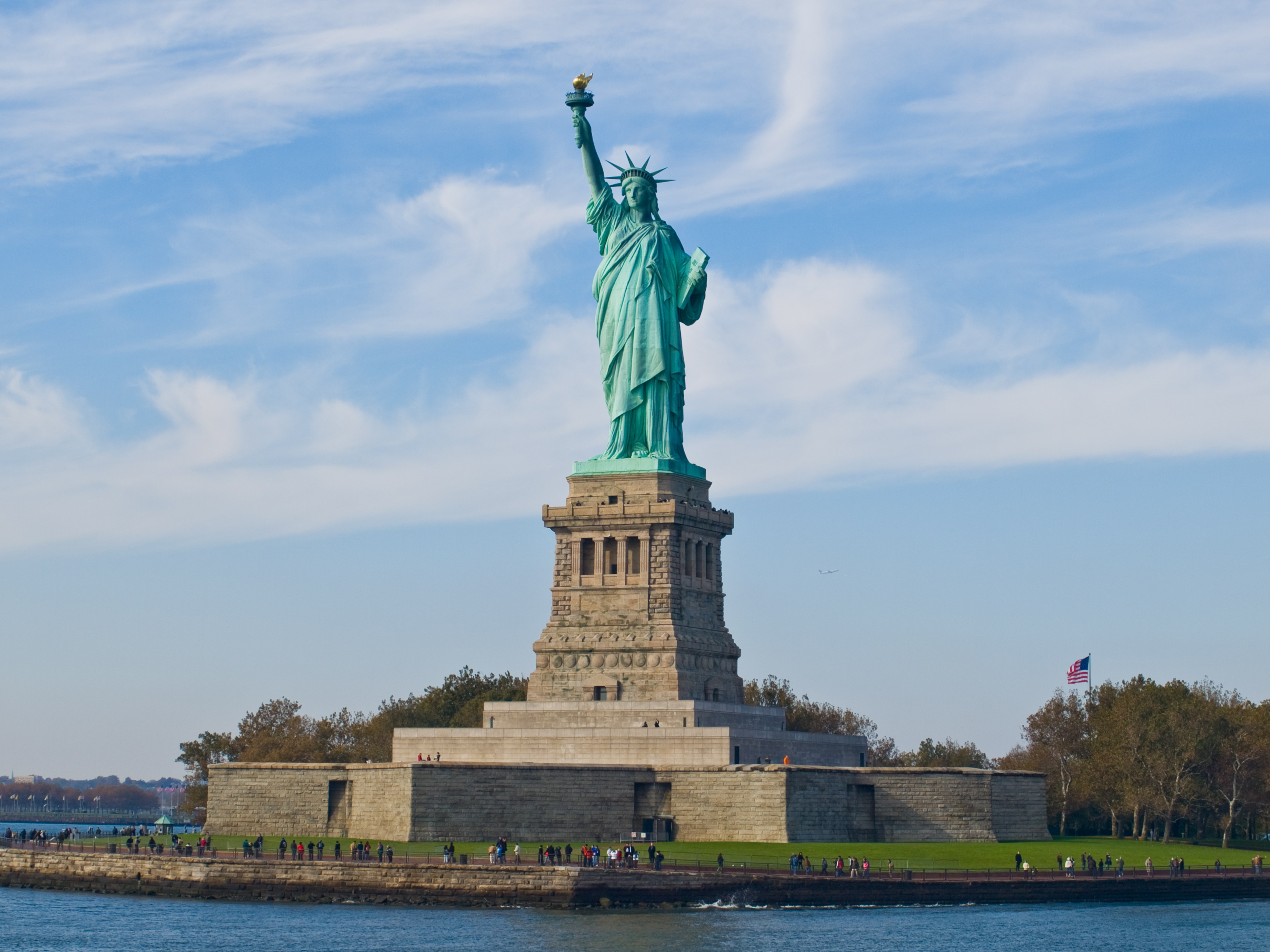
Statue of Liberty National Monument

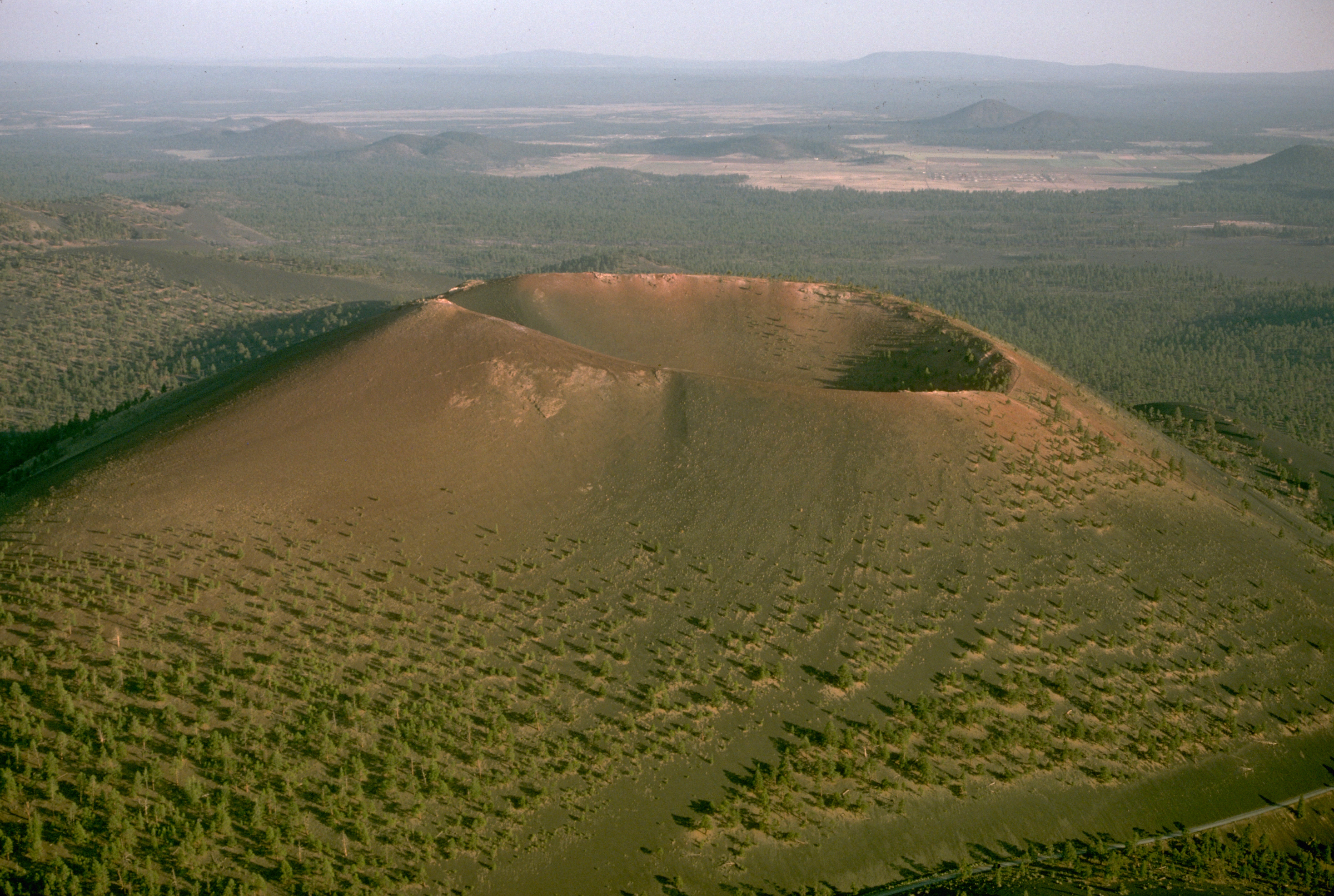
Sunset Crater Volcano National Monument

| Naam                                               | Locatie                     | Datum             | Oppervlakte     |
| -------------------------------------------------- | --------------------------- | ----------------- | --------------- |
| Admiralty Island                                   | Alaska                      | 1 december 1978   | 4.127,2 km²     |
| African Burial Ground                              | New York                    | 27 februari 2006  | 0,001 km²       |
| Agate Fossil Beds                                  | Nebraska                    | 14 juni 1997      | 12,4 km²        |
| Agua Fria                                          | Arizona                     | 11 januari 2000   | 287,2 km²       |
| Alibates Flint Quarries                            | Texas                       | 21 augustus 1965  | 5,5 km²         |
| Aniakchak National Monument and Preserve           | Alaska                      | 1 december 1978   | 555,1 km²       |
| Aztec Ruins                                        | New Mexico                  | 24 januari 1923   | 1,3 km²         |
| Bandelier                                          | New Mexico                  | 11 februari 1916  | 136,3 km²       |
| Basin and Range                                    | Nevada                      | 10 juli 2015      | 2.847,3 km²     |
| Bears Ears                                         | Utah                        | 28 december 2016  | 817,0 km²       |
| Belmont-Paul Women's Equality                      | Washington D.C.             | 12 april 2016     | 0,001 km²       |
| Berryessa Snow Mountain                            | Californië                  | 10 juli 2015      | 1.338,6 km²     |
| Birmingham Civil Rights                            | Alabama                     | 12 januari 2017   | 0,004 km²       |
| Booker T. Washington National Monument             | Virginia                    | 2 april 1956      | 1,0 km²         |
| Browns Canyon                                      | Colorado                    | 19 februari 2015  | 87,4 km²        |
| Buck Island Reef                                   | Amerikaanse Maagdeneilanden | 28 december 1961  | 77,0 km²        |
| Cabrillo                                           | Californië                  | 14 oktober 1913   | 0,6 km²         |
| California Coastal National Monument               | Californië                  | 11 januari 2000   | 10,6 km²        |
| Canyon de Chelly                                   | Arizona                     | 1 april 1931      | 339,3 km²       |
| Canyons of the Ancients                            | Colorado                    | 9 juni 2000       | 713,7 km²       |
| Cape Krusenstern                                   | Alaska                      | 1 december 1978   | 2.626,8 km²     |
| Capulin Volcano                                    | New Mexico                  | 9 augustus 1916   | 3,2 km²         |
| Carrizo Plain                                      | Californië                  | 12 januari 2001   | 854,1 km²       |
| Casa Grande Ruins                                  | Arizona                     | 3 augustus 1918   | 1,9 km²         |
| Cascade-Siskiyou                                   | Oregon                      | 9 juni 2000       | 264,4 km²       |
| Castillo de San Marcos                             | Florida                     | 15 oktober 1924   | 0,1 km²         |
| Castle Clinton                                     | New York                    | 12 augustus 1946  | 0,004 km²       |
| Castle Mountains                                   | Californië                  | 12 februari 2016  | 85,1 km²        |
| Cedar Breaks                                       | Utah                        | 22 augustus 1933  | 24,9 km²        |
| Cesar E. Chavez National Monument                  | Californië                  | 8 oktober 2012    | 0,5 km²         |
| Charles Young Buffalo Soldiers National Monument   | Ohio                        | 25 maart 2013     | 0,2 km²         |
| Chimney Rock                                       | Colorado                    | 21 september 2012 | 19,1 km²        |
| Chiricahua                                         | Arizona                     | 18 april 1924     | 48,7 km²        |
| Colorado National Monument                         | Colorado                    | 24 mei 1911       | 83,1 km²        |
| Craters of the Moon National Monument and Preserve | Idaho                       | 2 mei 1924        | 216,3 km²       |
| Devils Postpile                                    | Californië                  | 6 juli 1911       | 3,2 km²         |
| Devils Tower                                       | Wyoming                     | 24 september 1906 | 5,5 km²         |
| Dinosaur                                           | Utah                        | 4 oktober 1915    | 851,0 km²       |
| Effigy Mounds                                      | Iowa                        | 25 oktober 1949   | 10,2 km²        |
| El Malpais                                         | New Mexico                  | 31 december 1987  | 462,7 km²       |
| El Morro                                           | New Mexico                  | 8 december 1906   | 5,2 km²         |
| Florissant Fossil Beds                             | Colorado                    | 20 augustus 1969  | 24,3 km²        |
| Fort Frederica                                     | Georgia                     | 26 mei 1936       | 1,2 km²         |
| Fort Matanzas                                      | Florida                     | 15 oktober 1924   | 1,2 km²         |
| Fort McHenry National Monument and Historic Shrine | Maryland                    | 3 maart 1925      | 0,2 km²         |
| Fort Monroe                                        | Virginia                    | 1 november 2011   | 1,5 km²         |
| Fort Ord                                           | Californië                  | 20 april 2012     | 59,3 km²        |
| Fort Pulaski                                       | Georgia                     | 15 oktober 1924   | 22,8 km²        |
| Fort Stanwix                                       | New York                    | 21 augustus 1935  | 0,1 km²         |
| Fort Sumter                                        | South Carolina              | 28 april 1948     | 0,9 km²         |
| Fort Union                                         | New Mexico                  | 5 april 1956      | 2,9 km²         |
| Fossil Butte                                       | Wyoming                     | 23 oktober 1972   | 33,2 km²        |
| Freedom Riders                                     | Alabama                     | 12 januari 2017   | 0,02 km²        |
| George Washington Birthplace                       | Virginia                    | 23 januari 1930   | 2,6 km²         |
| George Washington Carver                           | Missouri                    | 14 juli 1943      | 0,8 km²         |
| Giant Sequoia National Monument                    | Californië                  | 15 april 2000     | 1.427,0 km²     |
| Gila Cliff Dwellings                               | New Mexico                  | 16 november 1907  | 2,2 km²         |
| Gold Butte                                         | Nevada                      | 28 december 2016  | 1.201,7 km²     |
| Governors Island                                   | New York                    | 19 januari 2001   | 0,1 km²         |
| Grand Canyon-Parashant                             | Nevada                      | 11 januari 2000   | 4.132,0 km²     |
| Grand Portage                                      | Minnesota                   | 27 januari 1960   | 2,9 km²         |
| Grand Staircase-Escalante                          | Utah                        | 18 september 1996 | 4.062,5 km²     |
| Hagerman Fossil Beds                               | Idaho                       | 18 november 1988  | 17,6 km²        |
| Hanford Reach                                      | Washington                  | 8 juni 2000       | 786,9 km²       |
| Harriet Tubman Underground Railroad                | Maryland                    | 25 maart 2013     | 1,9 km²         |
| Hohokam Pima                                       | Arizona                     | 21 oktober 1972   | 6,8 km²         |
| Homestead National Monument of America             | Nebraska                    | 19 maart 1936     | 0,9 km²         |
| Honouliuli                                         | Hawaï                       | 19 februari 2015  | 0,6 km²         |
| Hovenweep                                          | Colorado                    | 2 maart 1923      | 3,2 km²         |
| Ironwood Forest                                    | Arizona                     | 9 juni 2000       | 522,3 km²       |
| Jewel Cave                                         | South Dakota                | 7 februari 1908   | 5,2 km²         |
| John Day Fossil Beds                               | Oregon                      | 26 oktober 1974   | 56,9 km²        |
| Kasha-Katuwe Tent Rocks                            | New Mexico                  | 17 januari 2001   | 18,8 km²        |
| Katahdin Woods and Waters                          | Maine                       | 24 augustus 2016  | 354,4 km²       |
| Lava Beds                                          | Californië                  | 21 november 1925  | 189,0 km²       |
| Little Bighorn Battlefield                         | Montana                     | 1 juli 1940       | 3,1 km²         |
| Marianas Trench Marine                             | Noordelijke Marianen, Guam  | 6 januari 2009    | 247.172,6 km²   |
| Military Working Dog Teams                         | Texas (staat)               | 28 oktober 2013   | 0,001 km²       |
| Misty Fjords                                       | Alaska                      | 1 december 1978   | 9.283,8 km²     |
| Mojave Trails                                      | Californië                  | 12 februari 2016  | 6.475,0 km²     |
| Montezuma Castle                                   | Arizona                     | 8 december 1906   | 4,1 km²         |
| Mount St. Helens National Volcanic Monument        | Washington                  | 27 augustus 1982  | 458,1 km²       |
| Muir Woods                                         | Californië                  | 9 januari 1908    | 2,2 km²         |
| Natural Bridges                                    | Utah                        | 16 april 1908     | 30,9 km²        |
| Navajo National Monument                           | Arizona                     | 20 maart 1909     | 1,5 km²         |
| Newberry National Volcanic Monument                | Oregon                      | 5 november 1990   | 232,0 km²       |
| Northeast Canyons and Seamounts Marine             | Atlantische Oceaan          | 15 september 2016 | 12.724,6 km²    |
| Ocmulgee                                           | Georgia                     | 23 december 1936  | 2,8 km²         |
| Oregon Caves                                       | Oregon                      | 12 juli 1909      | 18,4 km²        |
| Organ Mountains-Desert Peaks                       | New Mexico                  | 21 mei 2014       | 1.697,8 km²     |
| Organ Pipe Cactus                                  | Arizona                     | 13 april 1937     | 1.338,3 km²     |
| Pacific Remote Islands Marine                      | Minor Outlying Islands      | 6 januari 2009    | 1.270.477,6 km² |
| Papahanaumokuakea Marine                           | Hawaï                       | 15 juni 2006      | 1.508.864,7 km² |
| Petroglyph National Monument                       | New Mexico                  | 27 juni 1990      | 29,2 km²        |
| Pipe Spring                                        | Arizona                     | 31 mei 1923       | 0,2 km²         |
| Pipestone National Monument                        | Minnesota                   | 25 augustus 1937  | 1,1 km²         |
| Pompeys Pillar                                     | Montana                     | 17 januari 2001   | 0,2 km²         |
| Poverty Point                                      | Louisiana                   | 31 oktober 1988   | 3,7 km²         |
| Prehistoric Trackways                              | New Mexico                  | 30 maart 2009     | 21,4 km²        |
| President Lincoln and Soldiers' Home               | Washington D.C.             | 7 juli 2000       | 0,01 km²        |
| Pullman National Monument                          | Illinois                    | 19 februari 2015  | 0,002 km²       |
| Rainbow Bridge                                     | Arizona                     | 30 mei 1910       | 0,6 km²         |
| Reconstruction Era                                 | South Carolina              | 12 januari 2017   | 0,1 km²         |
| Río Grande del Norte                               | New Mexico                  | 25 maart 2013     | 982,2 km²       |
| Rose Atoll Marine National Monument                | Amerikaans-Samoa            | 6 januari 2009    | 34.839,6 km²    |
| Russell Cave                                       | Alabama                     | 11 mei 1961       | 1,3 km²         |
| Salinas Pueblo Missions                            | New Mexico                  | 1 november 1909   | 4,3 km²         |
| San Gabriel Mountains                              | Californië                  | 10 oktober 2014   | 1.397,1 km²     |
| San Juan Islands                                   | Washington                  | 25 maart 2013     | 3,9 km²         |
| Sand to Snow                                       | Californië                  | 12 februari 2016  | 623,2 km²       |
| Santa Rosa and San Jacinto Mountains               | Californië                  | 24 oktober 2000   | 1.133,2 km²     |
| Scotts Bluff                                       | Nebraska                    | 12 december 1919  | 12,2 km²        |
| Sonoran Desert                                     | Arizona                     | 17 januari 2001   | 1.968,4 km²     |
| Statue of Liberty - Ellis Island                   | New York en New Jersey      | 15 oktober 1924   | 0,2 km²         |
| Stonewall                                          | New York                    | 24 juni 2016      | 0,03 km²        |
| Sunset Crater Volcano                              | Arizona                     | 30 mei 1930       | 12,3 km²        |
| Timpanogos Cave                                    | Utah                        | 14 oktober 1922   | 1,0 km²         |
| Tonto National Monument                            | Arizona                     | 21 oktober 1907   | 4,5 km²         |
| Tule Springs Fossil Beds                           | Nevada                      | 19 december 2014  | 91,7 km²        |
| Tuzigoot National Monument                         | Arizona                     | 25 juli 1939      | 3,3 km²         |
| Upper Missouri River Breaks                        | Montana                     | 17 januari 2001   | 1.527,1 km²     |
| Vermilion Cliffs                                   | Arizona                     | 9 november 2000   | 1.131,4 km²     |
| Virgin Islands Coral Reef                          | Amerikaanse Maagdeneilanden | 17 januari 2001   | 51,4 km²        |
| Waco Mammoth                                       | Texas                       | 10 juli 2015      | 0,4 km²         |
| Walnut Canyon                                      | Arizona                     | 30 november 1915  | 14,3 km²        |
| White Sands National Monument                      | New Mexico                  | 18 januari 1933   | 581,5 km²       |
| World War II Valor in the Pacific                  | Hawaï, Alaska, Californië   | 5 december 2008   | 25,5 km²        |
| Wupatki National Monument                          | Arizona                     | 9 december 1924   | 143,3 km²       |
| Yucca House National Monument                      | Colorado                    | 19 december 1919  | 0,1 km²         |

## Beheer
De 129 National Monuments (2017) worden beheerd door zeven Federal Agencies, afhankelijk van vijf departementen. Het United States Department of the Interior beheert de meeste monumenten, middels de National Park Service, het Bureau of Land Management of de Fish and Wildlife Service. Maar ook het United States Department of Agriculture is betrokken via zijn Forest Service. Een monument wordt rechtstreeks beheerd door het United States Department of Energy, twee door het United States Department of Defense via respectievelijk de Armed Forces Retirement Home dienst en de United States Air Force en vijf door de United States Department of Commerce via de National Oceanic and Atmospheric Administration. 115 National Monuments hebben dus een eenduidig beheer, 14 monumenten worden beschermd in cobeheer. 
| Agency                                                 | Departement             | Cobeheer                                           | Totaal beheerd |
| ------------------------------------------------------ | ----------------------- | -------------------------------------------------- | -------------- |
| National Park Service (NPS)                            | Interior                | 2 met BLM, 1 met FWS                               | 88             |
| Bureau of Land Management (BLM)                        | Interior                | 2 met NPS, 5 met USFS                              | 27             |
| United States Forest Service (USFS)                    | Agriculture             | 5 met BLM                                          | 12             |
| Fish and Wildlife Service (FWS)                        | Interior                | 5 met NOAA, 1 met NPS, 1 met DOE                   | 8              |
| Department of Energy (DOE)                             | Energy                  | 1 met FWS                                          | 1              |
| Armed Forces Retirement Home (AFRH)                    | Defense                 | President Lincoln's Cottage bij het Soldiers' Home | 1              |
| National Oceanic and Atmospheric Administration (NOAA) | Commerce                | 5 met FWS                                          | 5              |
| United States Air Force (USAF)                         | Defense                 |                                                    | 1              |
| (dubbels door cobeheer)                                | (dubbels door cobeheer) | (dubbels door cobeheer)                            | (14)           |
| Totaal                                                 | Totaal                  | Totaal                                             | 129            |

## Van bestemming gewijzigde nationale monumenten

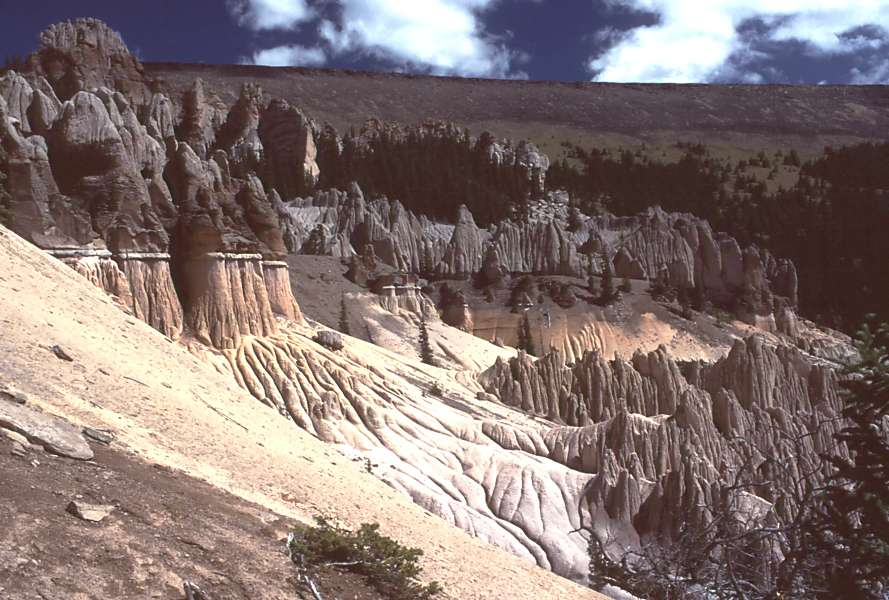
Wheeler Geologic Area, voorheen Wheeler National Monument

Meer dan zestig National Monuments werden intussen van status omgevormd, al dan niet door herbestemming als National Park of National Preserve, of door overdracht aan een staat of intrekking van de bescherming. Enkele daarvan worden hieronder opgesomd als voorbeeld.
| Naam                                     | Stichting         | Wijziging        | Resultaat                                        |
| ---------------------------------------- | ----------------- | ---------------- | ------------------------------------------------ |
| Grand Canyon National Monument           | 11 januari 1908   | 26 februari 1919 | Omgevormd tot National Park                      |
| Bryce Canyon National Monument           | 8 juni 1923       | 25 februari 1928 | Omgevormd tot National Park                      |
| Papago Saguaro National Monument         | 31 januari 1914   | 7 april 1930     | Overgedragen aan Arizona                         |
| Lewis and Clark Cavern National Monument | 11 mei 1908       | 24 augustus 1937 | Overgedragen aan Montana                         |
| Father Millet Cross National Monument    | 10 augustus 1933  | 7 september 1949 | Overgedragen aan New York                        |
| Wheeler National Monument                | 10 augustus 1933  | 3 augustus 1950  | Teruggegeven aan de United States Forest Service |
| Holy Cross National Monument             | 10 augustus 1933  | 3 augustus 1950  | Teruggegeven aan de United States Forest Service |
| Shoshone Cavern National Monument        | 21 september 1909 | 17 mei 1954      | Overgedragen aan Cody                            |
| Old Kasaan National Monument             | 25 oktober 1916   | 26 juli 1955     | Overgedragen aan de United States Forest Service |
| Castle Pinckney National Monument        | 10 augustus 1933  | 29 maart 1956    | Overgedragen aan South Carolina                  |
| Verendrye National Monument              | 29 juni 1917      | 30 juli 1956     | Overgedragen aan North Dakota                    |
| Fossil Cycad National Monument           | 21 oktober 1922   | 1 augustus 1956  | Overgedragen aan het Bureau of Land Management   |
| Arches National Monument                 | 12 april 1929     | 12 november 1971 | Omgevormd tot National Park                      |
| Bering Land Bridge National Monument     | 1 december 1978   | 12 november 1980 | Omgevormd tot National Preserve                  |
| Death Valley National Monument           | 11 februari 1933  | 31 oktober 1994  | Omgevormd tot National Park                      |
| Minidoka Internment National Monument    | 17 januari 2001   | 8 mei 2008       | Omgevormd tot National Historic Site             |
| Pinnacles National Monument              | 1 juli 1908       | 10 januari 2013  | Omgevormd tot National Park                      |